# Samhällets dom
Samhällets dom är en svensk dramafilm från 1912 i regi av Eric Malmberg.

## Handling
Harald stjäl pengar för att kunna betala en borgensförbindelse. Brottet upptäcks och hans döms till fängelse. Efter avtjänat straff reser han till Amerika för att börja ett nytt liv, men han blir igenkänd och bortkörd överallt.

## Om filmen
Filmen premiärvisades den 5 februari 1912 på biograf Röda Kvarn i Sveasalen  i Stockholm. Inspelningen av filmen skedde 1911 vid Svenska Biografteaterns ateljé på Lidingö och ombord på S/S Lusitania över Atlanten till New York av Julius Jaenzon. Samtidigt med överfarten gjordes en reportagefilm om fartyget, Med Lusitania till Amerika också kallad Med 2 300 passagerare öfver Atlanten filmen släpptes en vecka efter att S/S Lusitanias systerfartyg RMS Titanic gått under natten till den 15 april 1912.

## Rollista i urval
- Eric Malmberg – Harald
- Lilly Jacobsson – Ebba
- Victor Arfvidson – okänd roll, troligen Ebbas bror
- Tollie Zellman – konsul Dals dotter
- Eugen Nilsson – Ebbas andre man
- Lisa Holm – gäst vid förlovningsfesten i fadershuset
- Agda Helin – gäst vid förlovningsfesten i fadershuset